# Teucholabis nigrirostris
Teucholabis nigrirostris är en tvåvingeart som beskrevs av Alexander 1948. Teucholabis nigrirostris ingår i släktet Teucholabis och familjen småharkrankar. Inga underarter finns listade i Catalogue of Life.